# Ylure de phosphore
Un ylure de phosphore, également appelé ylure de phosphonium ou réactif de Wittig est un composé organophosphoré appartenant à la famille des ylures, les composés où deux atomes voisins portent des charges opposées. Ils existent sous deux formes mésomères, la forme ylure à proprement parler, de formule générale (R3)P+—C-(R'R"), et la forme « ylène » (R3)P=C(R'R").

Exemple d'ylure de phosphore, sous ses deux formes mésomères, ylure (gauche) et ylène (droite). Ph= phényle

La forme ylure est techniquement un phosphonium quaternaire, quand la forme ylène appartient plus à la famille des phosphoranes.
Ce sont des molécules réactives utilisées pour stabiliser des atomes de carbone nucléophiles (dans la majorité des molécules organiques, les carbones sont électrophiles, car liés à des atomes de plus forte électronégativité O, N, halogènes). Un autre exemple de molécules utilisées pour leur carbone nucléophile est le cas des organométalliques, et tout plus particulièrement les réactifs de Grignard. Les ylures de phosphore sont principalement utilisés, en synthèse organique, dans la réaction de Wittig, où on les fait réagir sur des composés carbonylés (aldéhydes et cétones) pour obtenir des dérivés éthyléniques.